# Divisões administrativas em 1983
Nesta página encontrará referências aos acontecimentos directamente relacionados com a regiões administrativas ocorridos durante o ano de 1983.

## Eventos
- 19 de Setembro - Independência de São Cristóvão e Neves.